# Nepterotaea
Nepterotaea là một chi bướm đêm thuộc họ Geometridae.